# Лазнув
Лазнув (пол. Łaznów) — село в Польщі, у гміні Рокіцини Томашовського повіту Лодзинського воєводства. Населення — 499 осіб (2011).
У 1975—1998 роках село належало до Пйотрковського воєводства.

## Демографія
Демографічна структура станом на 31 березня 2011 року:
|          | Загалом | Допрацездатний вік | Працездатний вік | Постпрацездатний вік |
| -------- | ------- | ------------------ | ---------------- | -------------------- |
| Чоловіки | 245     | 52                 | 164              | 29                   |
| Жінки    | 254     | 46                 | 134              | 74                   |
| Разом    | 499     | 98                 | 298              | 103                  |